# Lefa Tsapi
Lefa Tsapi (* 18. Mai 1961) ist ein ehemaliger lesothischer Boxer.
Er trat bei den Olympischen Sommerspielen 1984 in Los Angeles an. Im Wettbewerb Weltergewicht kam er auf Platz 17.